# Campionato europeo femminile di pallacanestro 1991
Il 23º Campionato Europeo Femminile di Pallacanestro FIBA (noto anche come FIBA EuroBasket Women 1991) si è tenuto in Israele dal 12 al 17 giugno 1991.
I Campionati europei femminili di pallacanestro sono una manifestazione biennale tra le squadre nazionali del continente, organizzata dalla FIBA Europe.

## Squadre partecipanti
| Gruppo A - Bulgaria - Cecoslovacchia - Israele - Ungheria | Gruppo B - Italia - Polonia - Unione Sovietica - Jugoslavia |  |

## Gironi di qualificazione

### Gruppo A
| Team         | Pt | V - P | PF - PS   |
| ------------ | -- | ----- | --------- |
| 1. Ungheria  | 4  | 2 - 1 | 211 - 217 |
| 2. Bulgaria  | 4  | 2 - 1 | 203 - 198 |
| 3. Israele   | 2  | 1 - 2 | 209 - 229 |
| 4. Rep. Ceca | 2  | 1 - 2 | 247 - 246 |

### Gruppo B
| Squadra             | Pt | V - P | PF - PS   |
| ------------------- | -- | ----- | --------- |
| 1. Jugoslavia       | 6  | 3 - 0 | 258 - 197 |
| 2. Unione Sovietica | 4  | 2 - 1 | 237 - 196 |
| 3. Italia           | 2  | 1 - 2 | 196 - 206 |
| 4. Polonia          | 0  | 0 - 3 | 169 - 261 |

## Fase a eliminazione diretta
|  | Semifinali       | Semifinali       | Semifinali |            |                  | Finale             | Finale             | Finale             |  |
|  |                  |                  |            |            |                  |                    |                    |                    |  |
|  | Unione Sovietica | Unione Sovietica | 93         |            |                  |                    |                    |                    |  |
|  | Unione Sovietica | Unione Sovietica | 93         |            |                  |                    |                    |                    |  |
|  | Ungheria         | Ungheria         | 80         |            |                  |                    |                    |                    |  |
|  | Ungheria         | Ungheria         | 80         |            | Unione Sovietica | Unione Sovietica   | 97                 |                    |  |
|  |                  |                  |            |            | Unione Sovietica | Unione Sovietica   | 97                 |                    |  |
|  |                  |                  | Jugoslavia | Jugoslavia | 84               |                    |                    |                    |  |
|  | Jugoslavia       | Jugoslavia       | Jugoslavia | Jugoslavia | 84               | 79                 |                    |                    |  |
|  | Jugoslavia       | Jugoslavia       |            |            |                  | 79                 |                    |                    |  |
|  | Bulgaria         | Bulgaria         | 56         |            |                  | Finale Terzo Posto | Finale Terzo Posto | Finale Terzo Posto |  |
|  | Bulgaria         | Bulgaria         | 56         |            |                  |                    |                    |                    |  |
|  |                  |                  |            |            |                  |                    |                    |                    |  |
|  |                  |                  |            |            |                  | Ungheria           | Ungheria           | 65                 |  |
|  |                  |                  |            |            |                  | Ungheria           | Ungheria           | 65                 |  |
|  |                  |                  |            |            |                  | Bulgaria           | Bulgaria           | 61                 |  |

## Classifica finale
| Campione d'Europa | Campione d'Europa | Campione d'Europa |
| --- | ----------------- | --- |
| Unione Sovietica4 Žyrko, 5 Baranova, 6 Kušč, 7 Mozgovaja, 8 Burmistrova, 9 Tkačenko, 10 Minch, 11 Chudašova, 12 Sumnikova, 13 Šakirova, 14 Zasul'skaja, 15 Zabolueva, All. Evgenij Gomel'skij |                   | |
| Argento | Jugoslavia        | Jugoslavia4 Ilić, 5 Lakić, 6 Vild, 7 Bajkuša, 8 Bjedov, 9 Nakić, 10 Golić, 11 Lelas, 12 Mujanović, 13 Mirvić, 14 Arbutina, 15 Milošević, All. Miodrag Vesković                                    |
| Bronzo | Ungheria          | Ungheria4 Balázs, 5 Németh, 6 Csávás, 7 Balogh, 8 Bakai, 9 Csák, 10 Sztojkovics, 11 Horváth, 12 E. Bíró, 13 Nagy, 14 A. Bíró, 15 Knopp, All. József Pálinkás                                      |
| 4. | Bulgaria          | Bulgaria4 Angelova, 5 Spasova, 6 Kapralova, 7 Barčovska, 8 Horozova, 9 Dragomirova, 10 Kosturkova, 11 Dimitrova, 12 Slavčeva, 13 Balkandžieva, 14 Cekova, 15 Paskova, All. Ivan Lepičev           |
| 5. | Cecoslovacchia    | Cecoslovacchia4 Bieliková, 5 Brziaková, 6 Kalužáková, 7 Šimonová, 8 Adamcová, 9 Antalecová, 10 Kotíková, 11 Vasilková, 12 Dobrovičová, 13 Němcová, 14 Berková, 15 Valová, All. Miroslav Vondřička |
| 6. | Polonia           | Polonia4 Frąszczak, 5 Najmowicz, 6 Storożyńska, 7 Mróz, 8 Pawlak, 9 Poźniak, 10 Dydek, 11 Jaworska, 12 Szymańska-Lara, 13 Kulwicka, 14 Wołujewicz, 15 Karpierz, All. Tadeusz Huciński             |
| 7. | Italia            | Italia4 Arcangeli, 5 Ballabio, 6 Fullin, 7 Stanzani, 8 Gori, 9 Rossi, 10 Paparazzo, 11 Pollini, 12 Zanotti, 13 Todeschini, 14 Tufano, 15 Schiesaro, All. Franco Novarina                          |
| 8. | Israele           | Israele4 Kesten, 5 Belafonte, 6 Goren, 7 Mizrachi, 8 Grossman, 9 Dinerman, 10 Gezesster, 11 Brailowsky, 12 Bason, 13 Hadad, 14 Draigor, 15 Arbel, All. Effi Birnbaum                              |